# 潘家峪惨案
潘家峪惨案，指中国抗日战争中1941年1月25日，日军在中国河北省丰润县潘家峪村的屠杀暴行。
在佐佐信三郎指挥下，日军驻唐山部队屠杀了全村1537人中的1230人。这是日军实施“三光政策”的一个典型罪证。

## 悼念
地方政府和潘家峪村民自1952年起，先后重修遇难者坟墓，树立墓碑、纪念碑和纪念塔，并修建了一座祠堂和一座纪念馆。1995年，中共河北省委、河北省人民政府将潘家峪惨案遗址列为“河北省爱国主义教育基地”。1998年11月30日，新建的潘家峪惨案纪念馆完工。2006年，中国国务院公布潘家峪惨案遗址为第六批全国重点文物保护单位。